# 다카기 겐지
다카기 겐지(일본어: 高木 健旨, 1976년 5월 13일 ~ )는 일본의 전 축구 선수이다.

## 구단 경력
1995년 J1리그의 감바 오사카에 입단했다. 1997년 재팬 풋볼 리그의 오이타 트리니티로 이적했다. 1999년 J2리그의 사간 도스로 이적했다. 2002년까지 93경기에 출전하여, 1득점을 넣었다. 2002년후 현역 은퇴.